# Karl Jakob Backes
Karl Jakob Backes (* 11. Oktober 1909 in Bliesen; † 24. Januar 2000 in Riegelsberg) war ein deutscher Journalist.

## Werdegang
Backes besuchte seit 1921 das Missionshaus St. Wendel und legte 1930 das Abitur am dortigen Humanistischen Gymnasium ab. Diesem ließ er ein Volontariat bei der Neunkircher Zeitung folgen, anschließend trat er seine erste Redakteurstelle beim St. Wendeler Volksblatt an. Backes studierte Zeitungswissenschaften an der Universität Freiburg und arbeitete als Redakteur in Erfurt, Neustadt, Fulda und Oberndorf. Ab 1939 nahm er aktiv am Zweiten Weltkrieg teil und geriet im August 1944 in französische Kriegsgefangenschaft. 1946 kehrte er ins Saarland zurück, wurde Ressortleiter für Lokales und Politik bei der Saarländischen Volkszeitung sowie Pressechef der Christlichen Gewerkschaften. 1961 wechselte Backes als Hauptabteilungsleiter Politik und Programmplanung zum Saarländischen Rundfunk (SR), wo er unter anderem die Gründung von SR 1 Europawelle mitorganisierte. Backes war Vorgesetzter der Auslandskorrespondenten und unter Karl-Heinz Reintgen stellvertretender Chefredakteur des SR. Zudem engagierte er sich als Vizepräsident der Europa-Union. 1976 war er Gründungspräsident des Saarländischen Presseclubs und stellvertretender Vorsitzender des Saarländischen Journalistenverbandes. Nach seiner Pensionierung arbeitete Backes bis 1984 als freier Mitarbeiter der Handwerkskammer des Saarlandes.
Im Januar 1976 wurde Backes der Saarländische Verdienstorden verliehen.